# 玛加丽塔·马里斯卡尔·德甘特
玛加丽塔·马里斯卡尔·德甘特·米龙（西班牙語：Margarita Mariscal de Gante Mirón；1954年1月10日—）是西班牙法官、人民党政治人物。1996年至2000年出任司法大臣。

## 生平
1954年出生于马德里。父亲是佛朗哥时期的法官。毕业于马德里康普顿斯大学法学专业。
她曾在科尔多瓦省担任法官。1990年由参议院选为司法权总委员会成员。1996年5月在阿斯纳尔内阁中出任司法大臣。2000年大选中当选为西班牙眾議院议员，代表阿尔瓦塞特选区。任期内还担任第一副议长，直到2004年任期结束。之后，她离开了政坛。